# ネメア

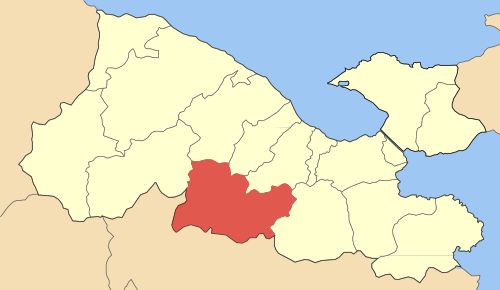
ネメアの位置

ネメア（ネメアー）（Nemea, ギリシャ語：Νεμέα)は、ギリシャのペロポネソス半島北東部にあるElissos川 （en:Elissos）の谷の頂き近くにある古代遺跡である。昔はアルゴスのクレオナイ（Cleonae）の一部で、現在はコリントス県の一部である。南西にイラクリオンの小さな村があり、西にニュー・ネメア（en:New Nemea）の町がある。

## 概要

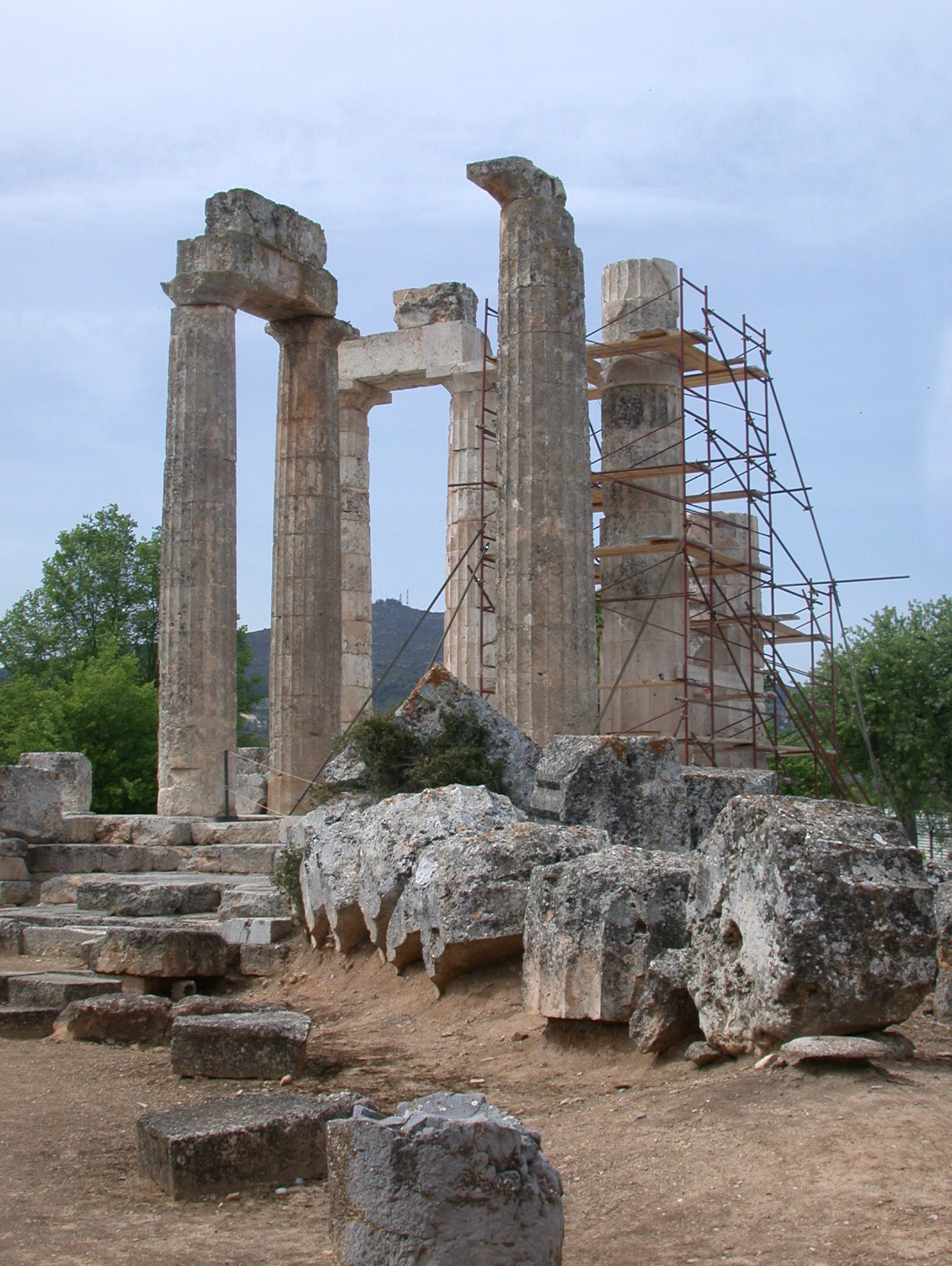
ネメアのゼウス神殿

ギリシア神話の中でネメアは、ヘラクレスに退治されたネメアの獅子の住んでいた場所として有名である。またこの場所は、乳母ヒュプシピュレーがアルゴスからテーバイに向かう途中のテーバイ攻めの七将のために水を取りに行った間、パセリのベッドに寝ていた幼児オペルテース（Opheltes）が大蛇に殺された場所でもある。七将は死んだ子供の思い出のためにネメア祭（ネメアー競技会）（en:Nemean Games）を催したが、その勝利の冠はパセリでできていて、審判は哀悼のしるしに黒いローブを着た。その時期は遅くとも紀元前573年以前で、場所はゼウスの聖域だった。紀元前4世紀に作られた神殿の3つの柱は建設された時から残っていて、2002年にもう2本が再建され、2007年にはさらにもう4本建てられた。神殿の回りの遺跡も発掘され、そこには大祭壇、公衆浴場、宿が含まれる。この神殿は、土塁だけなら今でも見ることができるアルカイック時代（en:Archaic period in Greece）の神殿遺跡の上に建っている。最近になって発見されたスタディオン（競技場）で目を惹くのは、保存状態の良いアーチ形の洞門で、紀元前320年頃のものである。洞門の壁には古代の落書きも見つかっている。
発掘で見つかったものは、カリフォルニア大学発掘調査の一部として建てられた博物館の中に展示されている。